# Anaesthetomorphus apicalis
Anaesthetomorphus apicalis är en skalbaggsart som först beskrevs av Maurice Pic 1929.  Anaesthetomorphus apicalis ingår i släktet Anaesthetomorphus och familjen långhorningar. Inga underarter finns listade i Catalogue of Life.